# Trochalus wauanus
Trochalus wauanus är en skalbaggsart som beskrevs av Moser 1919. Trochalus wauanus ingår i släktet Trochalus och familjen Melolonthidae. Inga underarter finns listade i Catalogue of Life.